# Age of Ascent
Age of Ascent (рус. Эпоха восхождения) — это многопользовательская видео-игра, разработанная Illyriad Games . Одна из заявленных целей разработчиков — «стать самой большой MMO в истории». Об этом было объявлено 28 февраля 2014 года. Движок игры использует масштабирование по требованию, облачные технологии и предоставляет игрокам прямое управление в реальном времени в единой интегрированной игровой вселенной. История
14 марта 2014 года разработчики Age of Ascent попытались официально побить мировой рекорд Гиннесса за «самую большую в мире PvP битву в видеоиграх» в публичной альфа-версии. Альфа-версия была рассчитана на 50 000+ игроков с механизмом регулирования вычислительного процесса до 2 000 000 пользователей. На пике в игре было 997 игроков единовременно, что составило 2 % от развернутых серверных, рекорд в 4075 пользователя побит не был.

## Особенности
Одной из особенностей игры, в отличие от других похожих игр, является то, что она основана на браузерном движке и в значительной степени опирается на WebGL для работы, позволяя игрокам присоединяться и играть, независимо от их устройства, и без необходимости устанавливать плагины, приложения или исполняемые файлы.
Основанная на Microsoft Azure, была разработана с нуля, позволяя ей работать на сотнях компьютеров, но при этом создавать единую, сплоченную вселенную. Разработчики заявляют, что «Age of Ascent откроет новую эру «ультра-ММО».
Illyriad Games тесно сотрудничала с технологическим центром Microsoft и командой Microsoft Developer eXperience, чтобы максимально использовать возможности платформы Azure.
Для достижения высокой скорости отклика игра разделена на несколько центров обработки данных, географически распределенных по всему миру, обеспечивая игрокам доступ к сети с высокой пропускной способностью и низкой задержкой.